# Hohe Straße 33 (Quedlinburg)

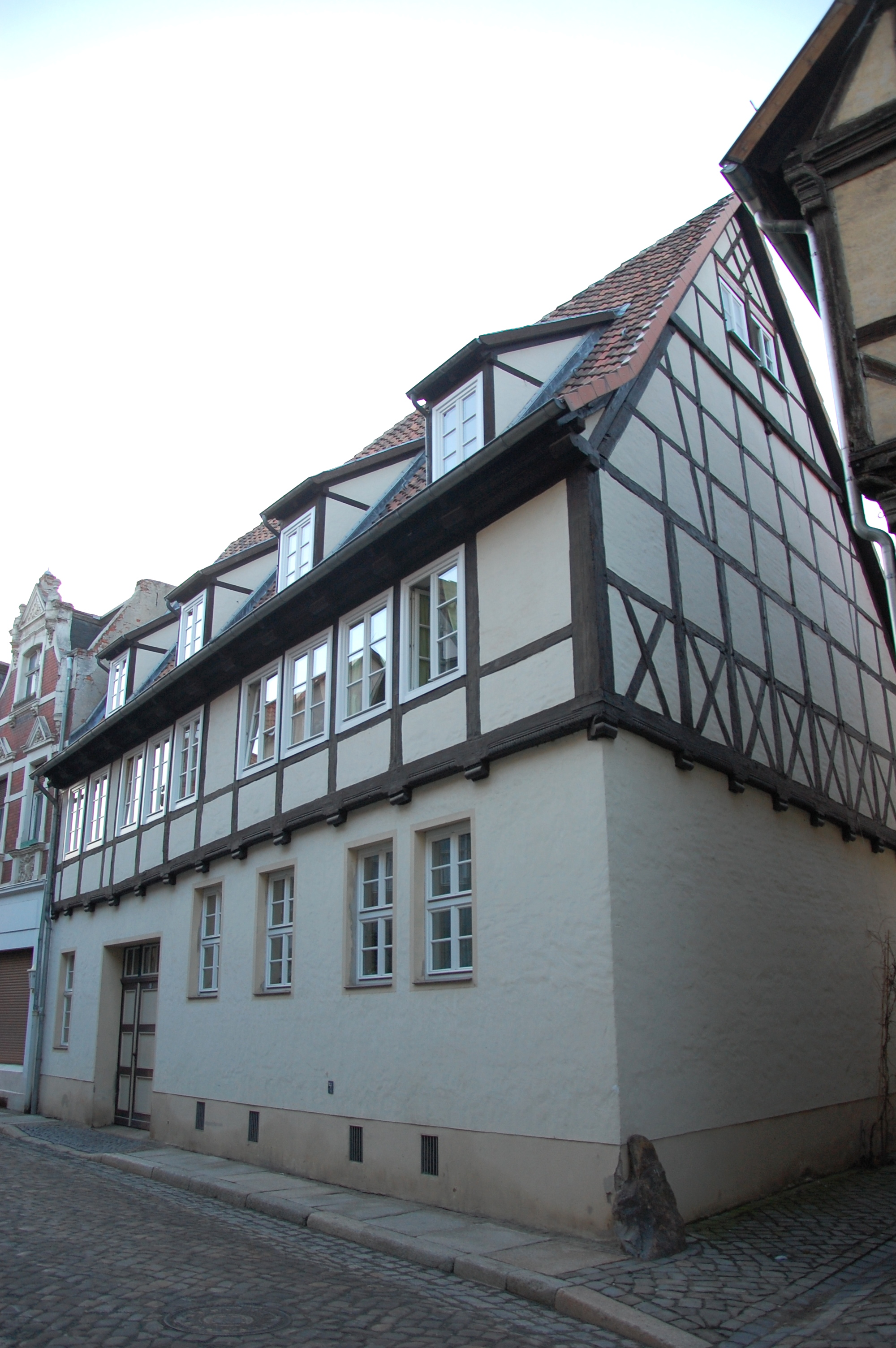
Haus Hohe Straße 33

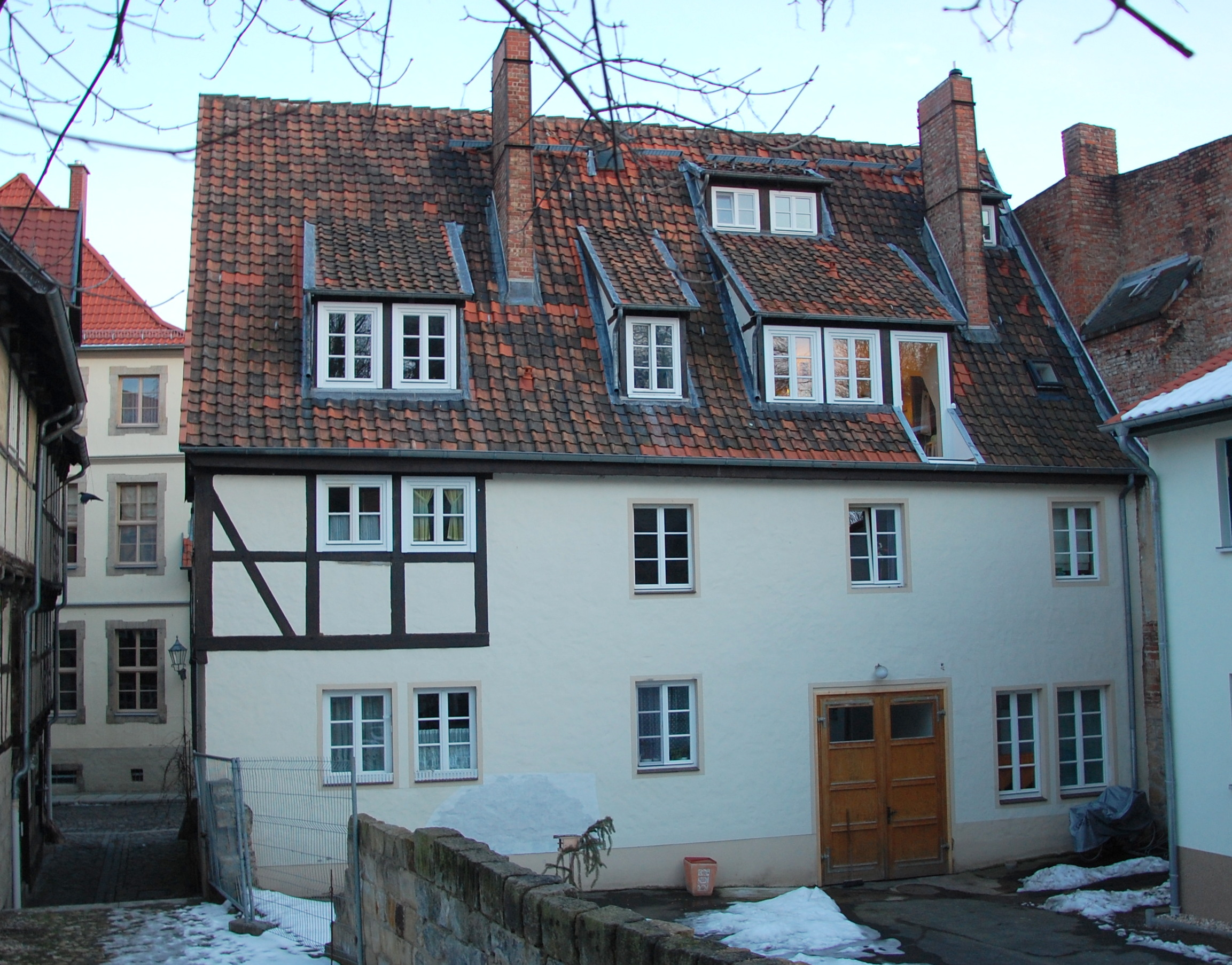
Blick auf die Rückseite

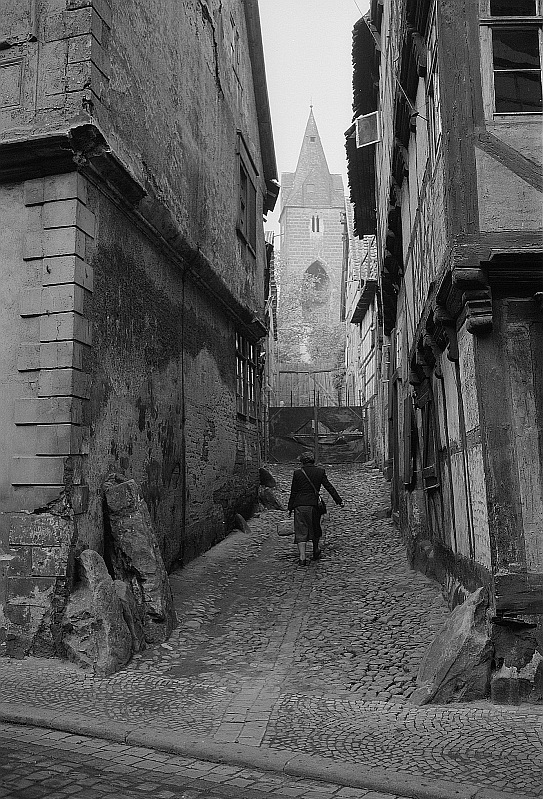
Gasse zwischen den Häusern Hohe Straße 33 und 34 mit Blick zum Pulverturm, links das Haus Hohe Straße 33, Aufnahme zwischen 1950 und 1977

Das Haus Hohe Straße 33 ist ein denkmalgeschütztes Gebäude in der Stadt Quedlinburg in Sachsen-Anhalt.

## Lage
Es befindet sich in der historischen Quedlinburger Altstadt westlich des Marktplatzes und gehört zum UNESCO-Weltkulturerbe.  Nördlich des Hauses verläuft eine kleine Gasse von der Hohen Straße nach Westen zur Stadtmauer und dem dort befindlichen Pulverturm. 

## Architektur und Geschichte
Das zweigeschossige Gebäude entstand in der ersten Hälfte des 17. Jahrhunderts. Im Quedlinburger Denkmalverzeichnis ist das Haus als Wohnhaus eingetragen. Das Erdgeschoss ist in massiver Bauweise ausgeführt, das Obergeschoss in Fachwerkbauweise, wobei das Fachwerk für die Spätrenaissance typische Formen wie eine Fensterreihung, flache Schiffskehlen und Andreaskreuze aufweist.
Zeitweise war auch das Fachwerk-Obergeschoss verputzt. Zumindest die nordöstliche Ecke des Erdgeschosses war mit Quaderputz versehen.